# Olympia Dukakis
Olympia Dukakis (Lowell, 20 de junho de 1931 – Nova Iorque, 1 de maio de 2021) foi uma atriz norte-americana. Recebeu tanto o Oscar quanto o Globo de Ouro na categoria melhor atriz coadjuvante em 1988 pela atuação em Moonstruck. Também obteve outra indicação ao Globo de Ouro por Sinatra (1992) e indicações ao Emmy por Lucky Day (1991), More Tales of the City (1998) e Joana d'Arc (1999). A autobiografia de Dukakis, Ask Me Again Tomorrow: A Life in Progress, foi publicada em 2003. Em 2020, um documentário de longa-metragem sobre sua vida, intitulado Olympia, foi lançado nos cinemas nos Estados Unidos.

## Primeiros anos
Olympia Dukakis nasceu em Lowell, Massachusetts, filha de Alexandra "Alec" (nascida Christos) (1898–1994) e Constantine "Costa" S. Dukakis (1899–1975). Seus pais eram emigrantes gregos, seu pai originalmente da Anatólia e sua mãe do Peloponeso. Ela tinha um irmão chamado Apolo, seis anos mais novo. Quando menina, ela dominou nos esportes e foi três vezes campeã de esgrima da Nova Inglaterra. Ela lutou com pressões dentro de sua família patriarcal grega e ao seu redor "em um bairro onde a discriminação étnica, especialmente contra os gregos, era rotina." Ela foi ex-aluna da Arlington High School em Arlington, Massachusetts, e foi educada na Universidade de Boston, onde se formou em Fisioterapia, obtendo um BA, que utilizou ao tratar pacientes com poliomielite durante a epidemia. Mais tarde, ela voltou para B.U. e obteve o grau de Mestre em Belas Artes.

## Carreira
Antes de sua carreira no cinema, Dukakis trabalhou por décadas nos palcos do teatro, tendo iniciado sua carreira em 1961 com produções no Williamstown Summer Theatre, no noroeste de Massachusetts. Uma vez fora daquele canto da Nova Inglaterra e atingindo o asfalto da Great White Way, não demorou muito para que ela fosse reconhecida por seu talento e habilidade. Em 1963, o início da vida de Dukakis Off-Broadway foi premiada com um Obie Award por Distinguished Performance, como a Viúva Leocadia Begbick em Man Equals Man (a.k.a., A Man's A Man).
Com seu marido, Louis Zorich, e outros casais de atores, ela foi cofundadora da Whole Theatre Company. A primeira peça da companhia foi Our Town, em 1973. Com Dukakis atuando como diretor artístico, o teatro lançou cinco produções por temporada durante quase duas décadas. Nesse período, as produções incluíram as obras de Eurípides, Eugene O'Neill, Samuel Beckett, Tennessee Williams, Edward Albee e Lanford Wilson. Entre os atores que atuaram com Dukakis e seu marido estavam José Ferrer, Colleen Dewhurst, Blythe Danner e Samuel L. Jackson.
Os prolíficos créditos de direção de palco de Dukakis incluem muitos dos clássicos: Orpheus Descending, The House of Bernarda Alba, Uncle Vanya e A Touch of the Poet, bem como os mais contemporâneos; Um voou sobre o ninho do cuco e os filhos de Kennedy. Ela também adaptou peças como "Mother Courage" e The Trojan Women para sua companhia de teatro situada em Montclair, New Jersey. Seus créditos no teatro da Broadway incluem Who's Who in Hell e Social Security. Ela apareceu na peça solitária de Martin Sherman, Rose, inteiramente um monólogo sobre uma mulher que sobreviveu ao Gueto de Varsóvia, em Londres e depois na Broadway.

## Família
Olympia Dukakis era prima do político Michael Dukakis, que foi membro da câmara dos representantes e governador do Massachusetts e candidato à presidência dos Estados Unidos.

## Morte
Dukakis morreu em 1 de maio de 2021, aos 89 anos de idade, em Nova Iorque.

## Filmografia
- 2019 - Tales of the City
- 2018 - Change in the Air
- 2014 - A Little Game
- 2013 - The Christmas Spirit
- 2013 - Mike & Molly (série de TV – episódio: "The Princess and the Troll")
- 2013 - Forgive me
- 2012 - Adventures of the Dunderheads
- 2011 - Outliving Emily (curta-metragem)
- 2011 - The Last Keepers
- 2011 - Cloudburst
- 2011 - Montana Amazon
- 2010-2011 - Bored to Death
- 2008 - The Price of Art
- 2008 - Poor Things
- 2007 - In the land of Women
- 2006 - Day on Fire
- 2006 - Away from her
- 2006 - Jesus, Mary and Joey
- 2006 - The Librarian: The Return to King Solomon's Mines (TV)
- 2005 - Whiskey School
- 2005 - The Thing About My Folks
- 2005 - 3 Needles
- 2005 - The Great New Wonderful
- 2004 - The Librarian: Quest for the Spear (TV)
- 2003 - Babycakes (TV)
- 2003 - Charlie's War
- 2003 - Mafia Doctor (TV)
- 2003 - The Event
- 2002 - The Intended
- 2002 - Guilty Hearts (TV)
- 2001 - My Beautiful Son
- 2001 - Further Tales of the City (TV)
- 2001 - Ladies and the Champ (TV)
- 2001 - And Never let Her Go (TV)
- 2000 - Brooklyn Sonnet
- 2000 - The Last of the Blonde Bombshells) (TV)
- 1999 - Joan of Arc (TV)
- 1998 - A Life for a Life
- 1998 - Better Living
- 1998 - Jane Austen's Mafia!
- 1998 - More Tales of the City (TV)
- 1998 - The Pentagon Wars (TV)
- 1998 - Scattering Dad (TV)
- 1997 - Never Too Late
- 1997 - A Match Made in Heaven (TV)
- 1997 - Picture Perfect
- 1996 - Milk & Money
- 1996 - Jerusalem
- 1996 - Mother
- 1995 - Dead Badge
- 1995 - Mr. Holland's Opus
- 1995 - Mighty Aphrodite
- 1995 - Jeffrey
- 1995 - Young at heart (TV)
- 1994 - I Love Trouble
- 1994 - Naked Gun 33 1/3: The Final Insult
- 1993 - Digger
- 1993 - Look Who's Talking Now
- 1993 - Tales of the City (TV)
- 1993 - The Cemetery Club
- 1992 - Sinatra (TV)
- 1992 - Over the Hill
- 1991 - Fire in the Dark (TV)
- 1991 - The Last Act Is a Solo (TV)
- 1991 - Lucky Day (TV)
- 1990 - Look Who's Talking Too
- 1990 - In the Spirit
- 1989 - Steel Magnolias
- 1989 - Dad
- 1989 - Look Who's Talking
- 1988 - Working Girl
- 1987 - Moonstruck
- 1985 - Walls of Glass
- 1983 - National Lampoon Goes to the Movies
- 1982 - The Neighborhood (TV)
- 1982 - King of America (TV)
- 1980 - The Idolmaker
- 1979 - Rich Kids
- 1979 - The Wanderers
- 1975 - The Seagull (TV)
- 1974 - The Rehearsal
- 1974 - Death Wish
- 1974 - Nicky's World (TV)
- 1973 - Sisters
- 1971 - Made for each order
- 1969 - John and Mary
- 1969 - Stiletto
- 1964 - Lilith
- 1963 - Twice a Man